# Chalcosiinae

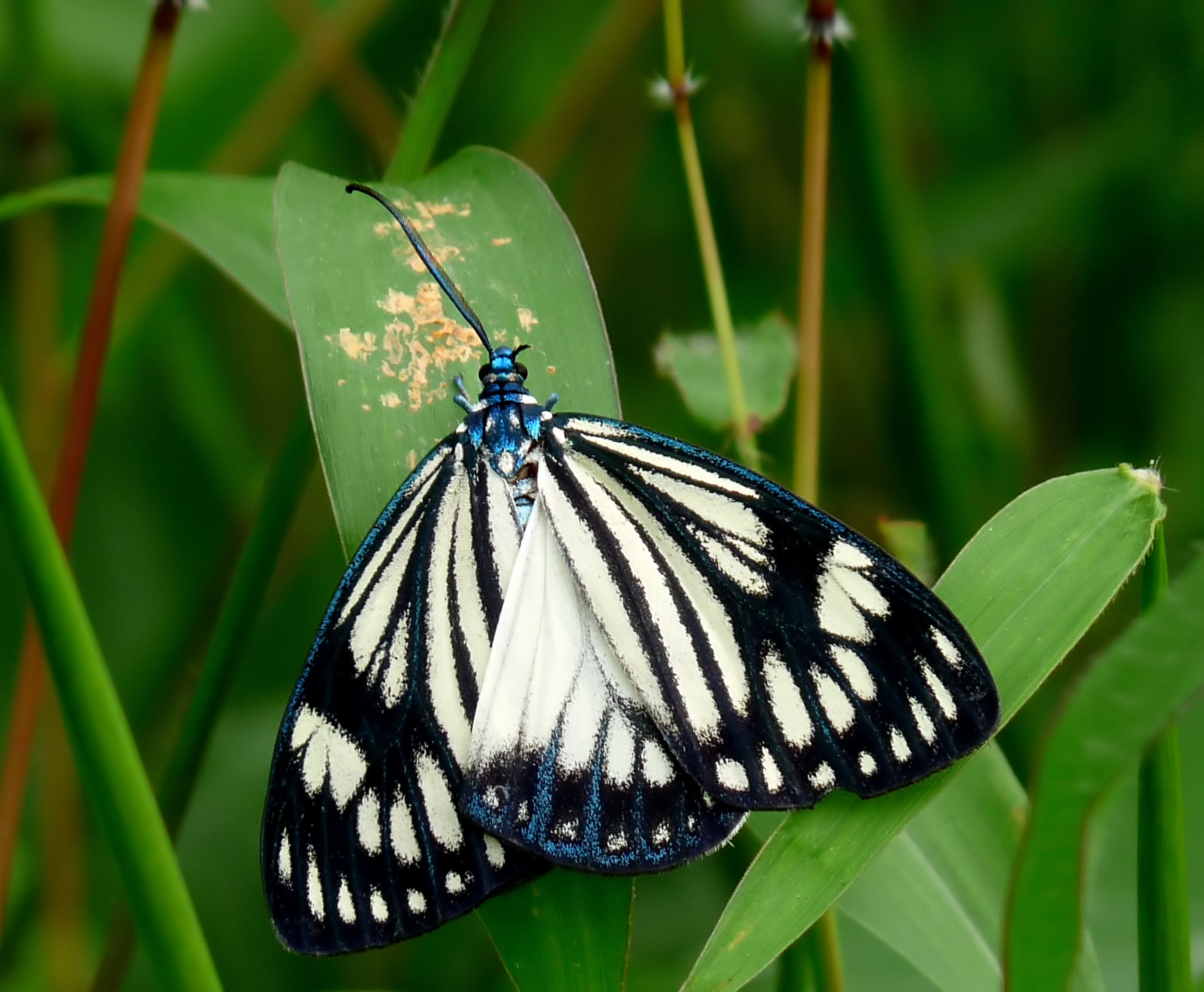
Cyclosia papilionaris, hembra

Chalcosiinae es una subfamilia de Zygaenidae, que contiene muchas especies, en su mayoría poco conocidas. Están muy extendidas por el Paleártico. 
Tienen marcado dimorfismo sexual. Muchas de las especies de esta subfamilia poseen colores aposemáticos y forman un complejo de mimetismo con miembros de esta subfamilia y también de otras familias. 
Contiene los siguientes géneros
- Agalope
- Aglaope
- Allocyclosia
- Amesia
- Anarbudas
- Aphantocephala
- Arbudas
- Atelesia
- Barbaroscia
- Boradia
- Boradiopsis
- Cadphises
- Campylotes
- Caprima
- Chalcophaedra
- Chalcosia
- Chalcosiopsis
- Clematoessa
- Corma
- Cryptophysophilus
- Cyanidia
- Cyclosia
- Doclea
- Docleomorpha
- Docleopsis
- Elcysma
- Erasmia
- Erasmiphlebohecta
- Eterusia
- Eucorma
- Eucormopsis
- Eumorphiopais
- Eusphalera
- Euxanthopyge
- Gynatoceras
- Gynautocera
- Hadrionella
- Hampsonia
- Hemiscia
- Herpa
- Herpidia
- Herpolasia
- Heteropan
- Heterusinula
- Histia
- Isocrambia
- Milleria
- Mimascaptesyle
- Opisoplatia
- Panherpina
- Philopator
- Phlebohecta
- Pidorus
- Pompelon
- Prosopandrophila
- Psaphis
- Pseudonyctemera
- Pseudoscaptesyle
- Retina
- Rhodopsona
- Sciodoclea
- Soritia
- Thaumastophleps
- Trypanophora